# Estrée-Blanche
Estrée-Blanche è un comune francese di 946 abitanti situato nel dipartimento del Passo di Calais nella regione dell'Alta Francia.
Il territorio comunale è bagnato dalle acque del fiume Laquette.

## Società

### Evoluzione demografica
Abitanti censiti

## Luoghi e monumenti di interesse

### Il castello di Créminil
Il castello fu eretto nel 1443 per opera della famiglia Le May. Fu abitato poi nel 1540 da Hugues de Buleux, nel 1670 da Antoine de Vignacourt e dal 1687 alla Rivoluzione dalla  famiglia Le Merchier.

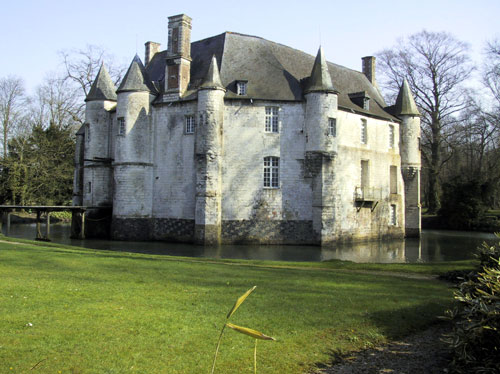
Il lato ovest del castello.
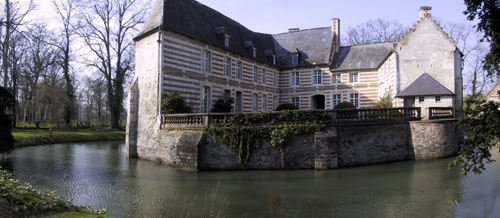
Veduta sulla corte interna.
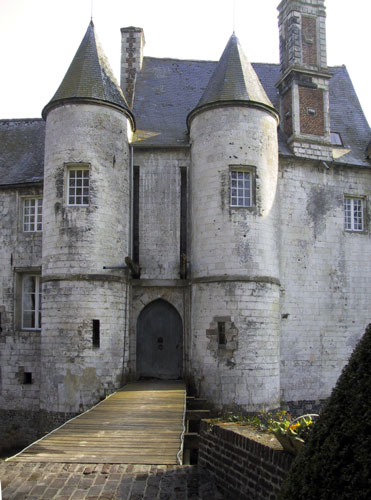
Le torrette e il ponte levatoio.
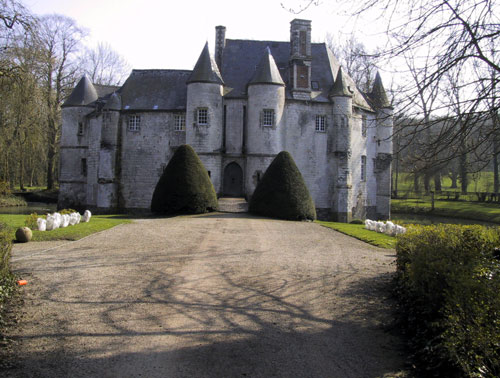
L'ingresso al castello.